# Francisco Rodríguez Gómez
Francisco Rodríguez Gómez fue un político mexicano, miembro del Partido Revolucionario Institucional, que entre otros cargos, fue gobernador del estado de Jalisco.
Francisco Rodríguez Gómez fue diputado federal por el XIV Distrito Electoral Federal de Jalisco a la LI Legislatura de 1979 a 1982, ocupó diversos cargos en el gobierno del estado de Jalisco, y en 1988, cuando el gobernador Enrique Álvarez del Castillo dejó la gubernatura tres meses antes de terminar su periodo para asumir la Procuraduría General de la República, fue nombrado Gobernador sustituto.
| Predecesor: Enrique Álvarez del Castillo | Gobernador interino del Estado de Jalisco 1988 - 1989            | Sucesor: Guillermo Cosío Vidaurri |
| Predecesor:                              | Procurador general de Justicia del Estado de Jalisco 1959 - 1961 | Sucesor:                          |

- Datos: Q5867275